# Wiosna (województwo świętokrzyskie)
Wiosna – wieś w Polsce położona w województwie świętokrzyskim, w powiecie koneckim, w gminie Radoszyce.
| SIMC    | Nazwa      | Rodzaj    |
| ------- | ---------- | --------- |
| 1017959 | Pod Szosą  | część wsi |
| 1017994 | W Kanałach | część wsi |

W latach 1975–1998 miejscowość administracyjnie należała do województwa kieleckiego. 
Wierni Kościoła rzymskokatolickiego należą do parafii Świętych Apostołów Piotra i Pawła w Radoszycach.
W miejscowości tej mieszkał pisarz Jan Krzysztofczyk (1937-2008), pochowany wraz z małżonką Haliną na cmentarzu w pobliskich Radoszycach (sektor 12, rząd 14, numer 9).